# Cayo Catalanes
Cayo Catalanes es el nombre que recibe una isla en la costa norte de la República de Cuba, que administrativamente hace parte de la provincia de Pinar del Río, y que se ubica en las coordenadas geográficas 22°54′27″N 83°24′55″O / 22.90750, -83.41528 específicamente en la Bahía de Mulata al este de Cayo Alacranes, al sureste de Cayo Casiguas y Cayo Médano de Casiguas y al suroeste de Cayo Ratón. Aproximadamente 395 kilómetros al noroeste del centro geográfico de Cuba y 110 kilómetros al oeste de la Capital la ciudad de La Habana.
La isla posee una superficie aproximada de 15,06 hectáreas o 150.610,55 m² con un perímetro de 2,01 kilómetros.